# Antepipona pulchellula
Antepipona pulchellula är en stekelart som beskrevs av Giordani Soika 1987. Antepipona pulchellula ingår i släktet Antepipona och familjen Eumenidae. Inga underarter finns listade i Catalogue of Life.